# Golfo mistico

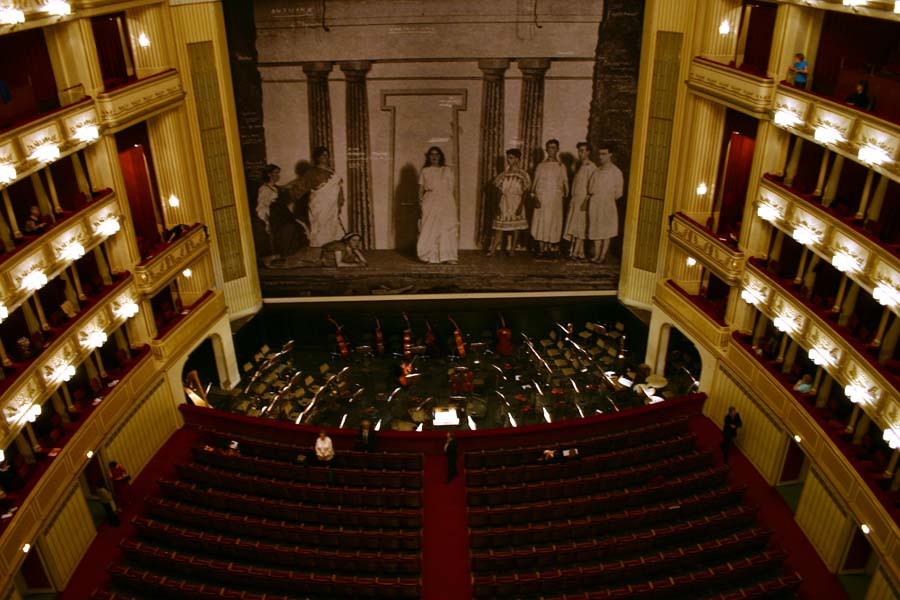
Il golfo mistico della Staatsoper di Vienna

Il golfo mistico, buca d'orchestra o fossa d'orchestra in teatro è lo spazio riservato all'orchestra che suona dal vivo, posto tra il proscenio e la platea.
L'espressione è una libera traduzione in italiano dal tedesco “mystischer Abgrund” (abisso mistico), nome con cui Richard Wagner chiamò questo spazio destinato agli orchestrali nel teatro costruito secondo le sue idee a Bayreuth.
Generalmente è protetto e circondato da un parapetto che lo separa dal pubblico. 
Il pavimento è più basso del piano di platea per evitare che le luci dei leggii e i movimenti degli orchestrali disturbino la visione dello spettacolo. Solo il podio del direttore d'orchestra è più alto, affinché abbia facile visione dell'azione scenica.
Se la rappresentazione a cui si assiste è un concerto, l'orchestra suonerà sopra il palcoscenico oppure sopra la buca d'orchestra rialzata. 
Quasi tutti i pavimenti delle buche d'orchestra dei teatri più grandi sono motorizzati e hanno la possibilità di sprofondare al di sotto del pavimento della platea, così come di elevarsi fino a raggiungere il livello del piano di palcoscenico.

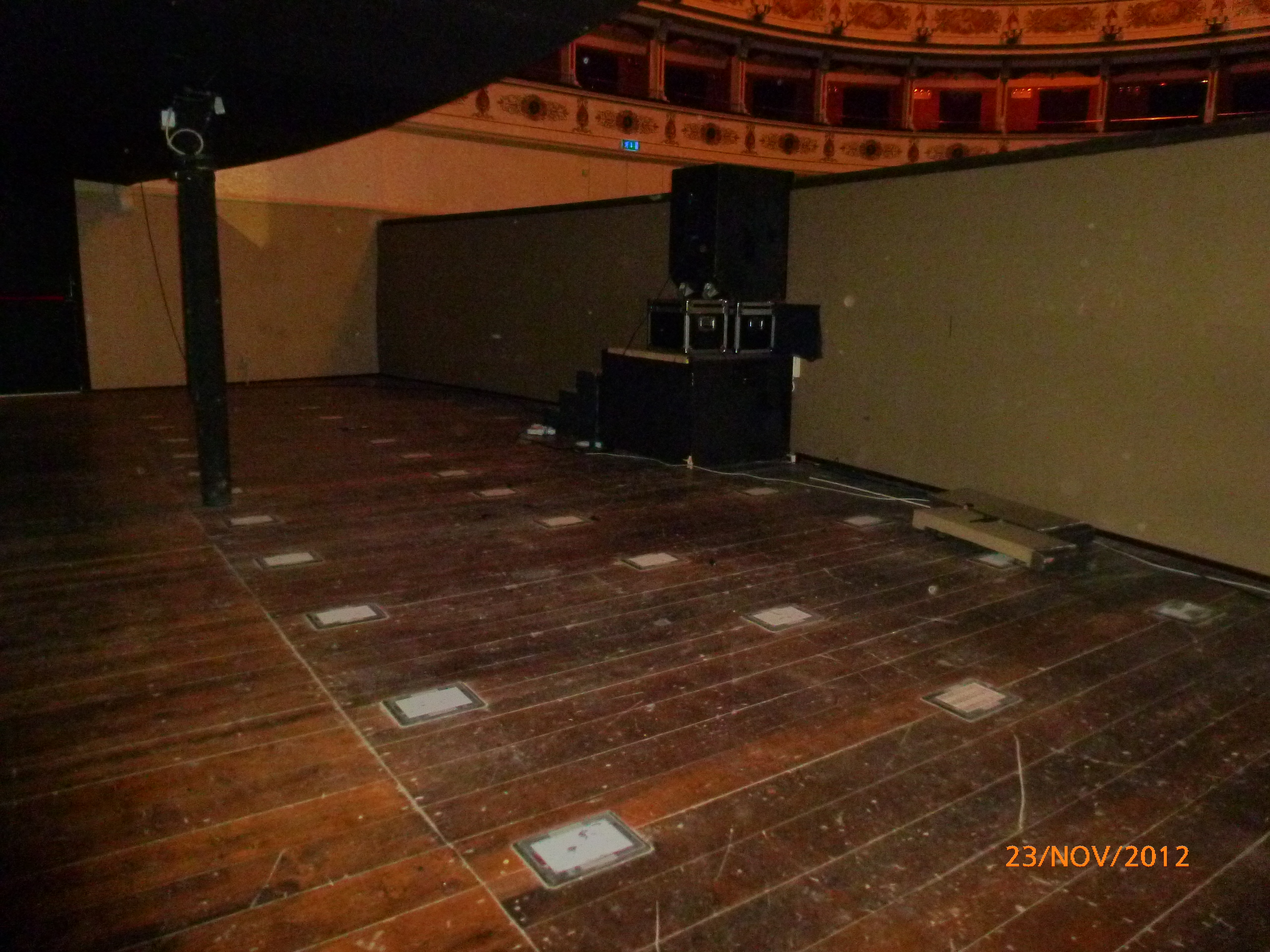
Golfo mistico del Teatro Nuovo "Gian Carlo Menotti" di Spoleto visto dall'interno

Nei teatri lirici la fossa d'orchestra è molto curata, ne viene studiata e potenziata l'acustica grazie a delle camere d'aria poste sotto il pavimento di legno. Anche la disposizione degli orchestrali richiede molta attenzione, per lasciar loro la massima libertà di movimento e, nello stesso tempo, sfruttare al meglio lo spazio della buca.
Nei teatri di prosa spesso manca del tutto.

## Storia
Venne introdotto per la prima volta nel Teatro di Besançon, progettato da Claude-Nicolas Ledoux e inaugurato nel 1784, il quale adottò una sezione concava semicircolare per la parete al di sotto del palco, allo scopo di ottimizzarne l'acustica.
La costruzione del golfo mistico divenne la norma in seguito al progetto dovuto al connubio del musicista compositore Richard Wagner con l'architetto Otto Brückwald per il Festspielhaus di Bayreuth. L'intervento architettonico sullo sprofondamento dell'orchestra racchiusa in una conchiglia (fungeva da cassa di risonanza) permetteva un evidente miglioramento acustico per la realizzazione delle opere wagneriane, ma un'acustica non adatta per il teatro tipicamente italiano, anche se un primo esempio di sprofondamento dell'orchestra lo ritroviamo proprio in un teatro italiano, il Teatro Massimo di Palermo.
L'introduzione dell'elettricità permise l'attuazione di uno spazio dedicato all'orchestra sufficientemente illuminato per permetterne l'operatività.